# Yadel Martí

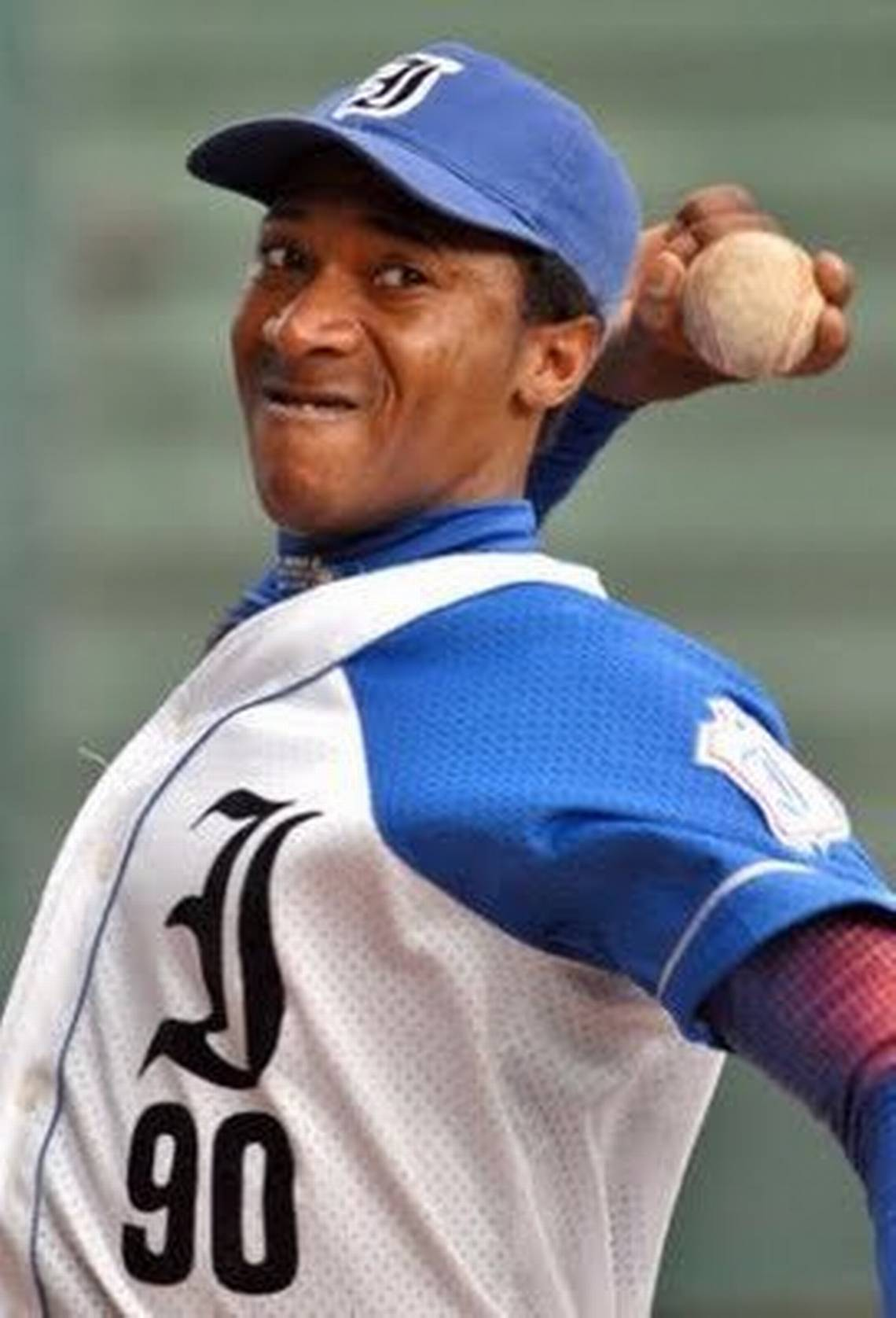
Yadel Martí con el equipo Industriales.

Yadel Martí Carrillo (La Habana, 22 de julio de 1979) es un ex pelotero cubano que se desempeñaba como lanzador.
Jugó con los Industriales en la Serie Nacional de Béisbol. Representó a Cuba en diversos eventos internacionales.

## Carrera
Debutó en Series Nacionales en la temporada 1998-1999 con los Metropolitanos, equipo que representaba a la capital del país y con los que jugó tres temporadas.
Por sus resultados integra el equipo Industriales, con los que lanzó durante siete temporadas (2001 - 2008), y logró un total de 73 victorias con 43 derrotas. Además, salvó 41 encuentros y logró un promedio de carreras limpias de 3,20.

### Clásico Mundial de Béisbol 2006
En 2006, participa en el I Clásico Mundial de Béisbol. Por su destacada actuación en el I Clásico Mundial de Béisbol, fue elegido dentro del Equipo Todos Estrellas. Allí lanzó para un promedio de 0,00 en 12,2 entradas, propinando 11 ponches. Fue el abridor del juego de la semifinal contra República Dominicana.

### Deserción
Martí estaba originalmente programado para jugar en el Clásico Mundial de Béisbol de 2009, pero él y Yasser Gómez fueron expulsados del equipo en noviembre de 2008 por una razón no especificada, que se cree que fue un intento de deserción a los Estados Unidos. Según los informes, Martí, Gómez y Juan Yasser Serrano desertaron de Cuba en diciembre de 2008 en un esfuerzo por llegar a la República Dominicana para buscar una carrera en las Grandes Ligas de Béisbol. En agosto de 2009, fueron declarados agentes libres.
Martí lanzó en la Liga Dominicana de Béisbol Invernal en el invierno de 2009-10 y se unió a Veracruz de la Liga Mexicana en 2010, con marca de 2-2 y efectividad de 4.19 en ocho aperturas.

### Atléticos de Oakland
Martí firmó con los Atléticos de Oakland como agente libre con un contrato de Ligas Menores el 6 de agosto de 2010. Martí fue invitado a los entrenamientos de primavera con los Atléticos en 2011 como invitado fuera de la lista.  Jugó la temporada 2011 con los Stockton Ports de la Class-A Advanced California League , los Midland RockHounds de la Class-AA Texas League y los Sacramento River Cats de la Class-AAA Pacific Coast League.